# بكورية لانزا
بكورية لانزا (باللاتينية: Calendula lanzae) نوع نباتي يتبع جنس البكورية من الفصيلة النجمية.

## الموئل والانتشار
ينتشر النبات في المغرب العربي.

## مرادفات للاسم العلمي
- (باللاتينية: Calendula echinata subsp. lanzae (Maire) Maire)
- (باللاتينية: Calendula suffruticosa subsp. ifniensis Font Quer)